# Epania metallescens
Epania metallescens är en skalbaggsart som beskrevs av Holzschuh 1991. Epania metallescens ingår i släktet Epania och familjen långhorningar. Inga underarter finns listade i Catalogue of Life.